# Duvelskoel

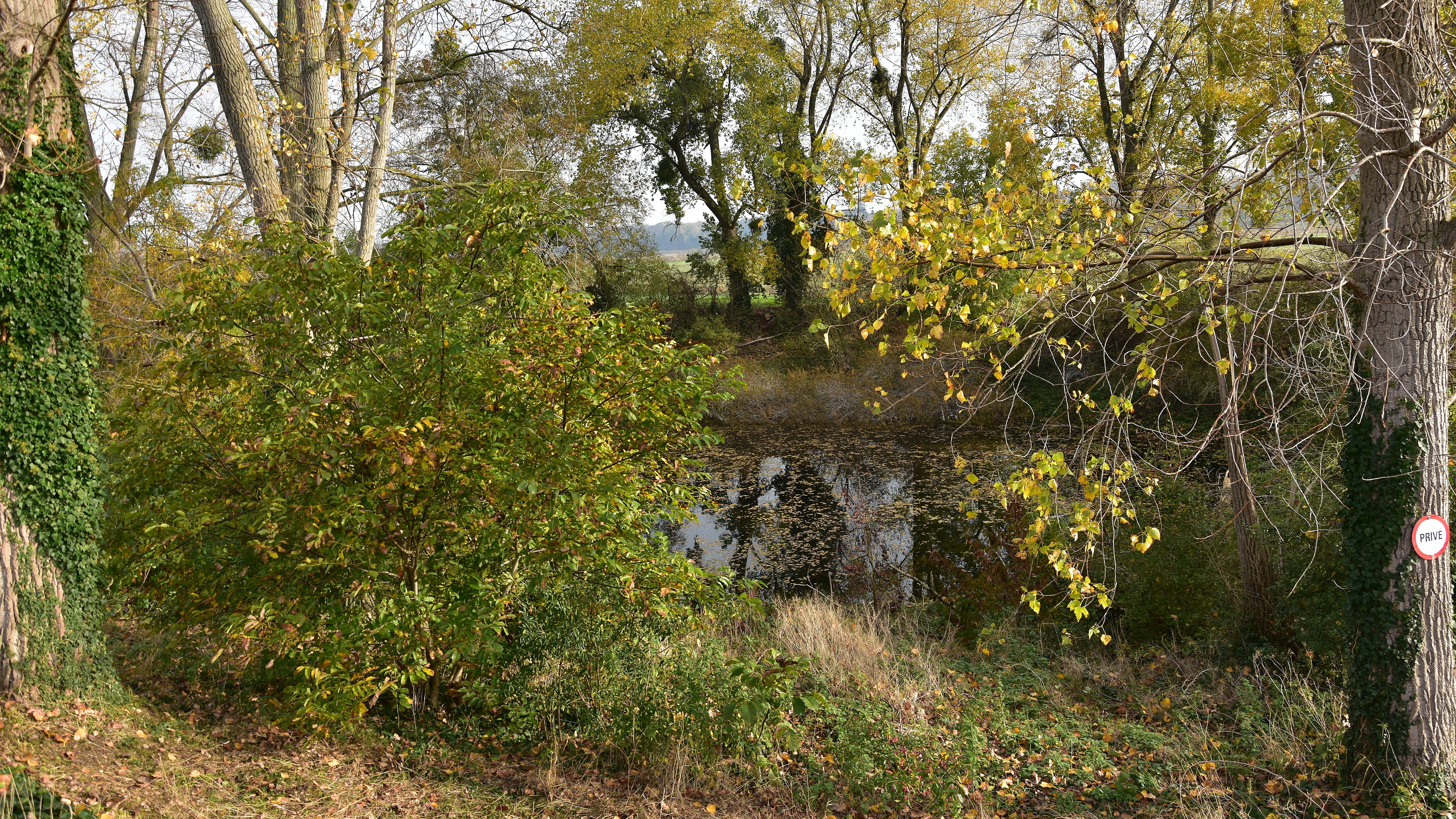
De tweede kuil vanuit Kotem naar Uikhoven, thans bekend als de Duvelskoel

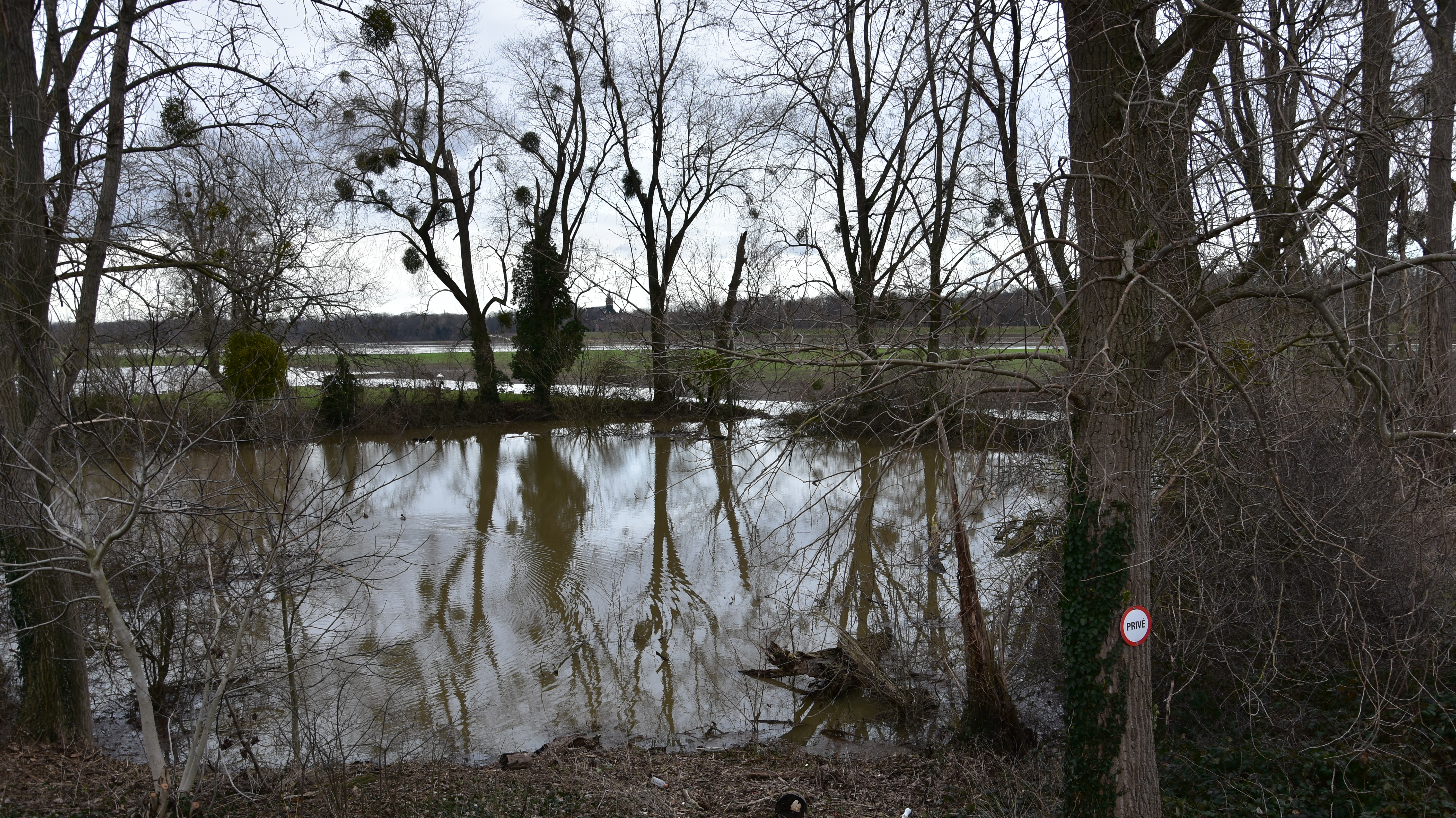
Duvelskoel op 4 februari 2021

De Duvelskoel (Nederlands: Duivelskuil) is een kuil gelegen in de winterbedding van de Maas te Kotem (Maasmechelen). De kuil maakt deel uit van een serie van drie kuilen tussen Kotem en Uikhoven die aan de rivierzijde van de dijk liggen, met name de koel van Ferdinand (vernoemd naar Ferdinand Heijens), de koel van Colla en de vernoemde Duvelskoel. De oorsprong van drie kuilen is onbekend, hoewel er twee gangbare theorieën zijn. Enerzijds is het mogelijk dat de kuilen zijn uitgeschuurd door de Maas bij stroomverleggingen en overstromingen. Op hoogtekaarten van het gebied zijn verschillende oude maasgeulen zichtbaar door en rond de kuilen. Anderzijds is het mogelijk dat de grond uit de kuilen is gebruikt om de dijk tussen Kotem en Uikhoven aan te leggen of op te hogen. 

## Locatie
De eerste kuil vanuit Kotem richting Uikhoven is de kuil van Ferdinand. Deze kuil is duidelijk zichtbaar in het landschap, maar is behoudens hoogwater niet meer gevuld met water. De tweede kuil is strikt genomen de kuil van Colla. Deze kuil is de meest opvallende en is zelfs bij extreme droogte gevuld met grondwater. Formeel gezien is de derde kuil vanuit Kotem de 'Duvelskoel'. Deze kuil was door demping al vroeg in de 20ste eeuw nauwelijks nog zichtbaar in het landschap en is vandaag de dag nooit gevuld met water. De kuil werd daarom ook wel het 'Duvelskoelke' genoemd, in de verkleinvorm. Rondom de eeuwwisseling is er echter een legenderoute uitgewerkt langs de Maas die enkele markante plekken en legendes in de verf zet. In het kader van deze legendeverzameling is bij de tweede kuil (de kuil van Colla) een informatiebord geplaatst over de Duvelskoel, die eigenlijk de derde kuil was. Aangezien de eerste en de nauwelijks zichtbare derde kuil thans steeds droog staan, is deze tweede uiterst zichtbare kuil bekend komen te staan als 'De Duvelskoel'. De namen 'kuil van Ferdinand' en 'kuil van Colla' verdwijnen tegelijk steeds meer uit het collectief geheugen.

## Geschiedenis
De drie kuilen zijn nog niet zichtbaar op de Ferrariskaart (1771-1778). De Ferrariskaart bevat echter veel fouten in de regio van Kotem. Bovendien staan ook andere kuilen niet vermeld op de kaart, waardoor het niet onwaarschijnlijk is dat de kuilen al bestonden in deze periode. De drie kuilen zijn in ieder geval wel al terug te vinden op de Tranchotkaart nr. 73-74 (1805-1807). In het bijzonder op de Maaskaarten van de Rijkswaterstaat zijn de kuilen in detail zichtbaar (1847). In de Atlas der Buurtwegen (1841) is duidelijk zichtbaar dat de perceelgrens waarop de kuilen liggen strikt samenvalt met de rand van de kuilen. Op luchtfoto's van 1952 en 1970 zijn de eerste en de tweede kuil vanuit Kotem nog duidelijk zichtbaar en gevuld met water. De derde kuil vanuit Kotem is op dat moment al niet meer langer nat en zal enkel in geval van hoogwater door grondwater onder water staan. Na de jaren '70 zal de eerste kuil aangevuld worden met grond, waardoor ook deze kuil enkel bij hoogwater onder water komt te staan door kwellend grondwater. De derde kuil zal bij de versterking van de dijk in de jaren '90 verder gedempt worden, waardoor deze nauwelijks nog zichtbaar is in het landschap. Enkel de uitstulping in de dijk doet bij deze kuil nog vermoeden dat hier ooit een obstakel moet zijn geweest.

## Legende

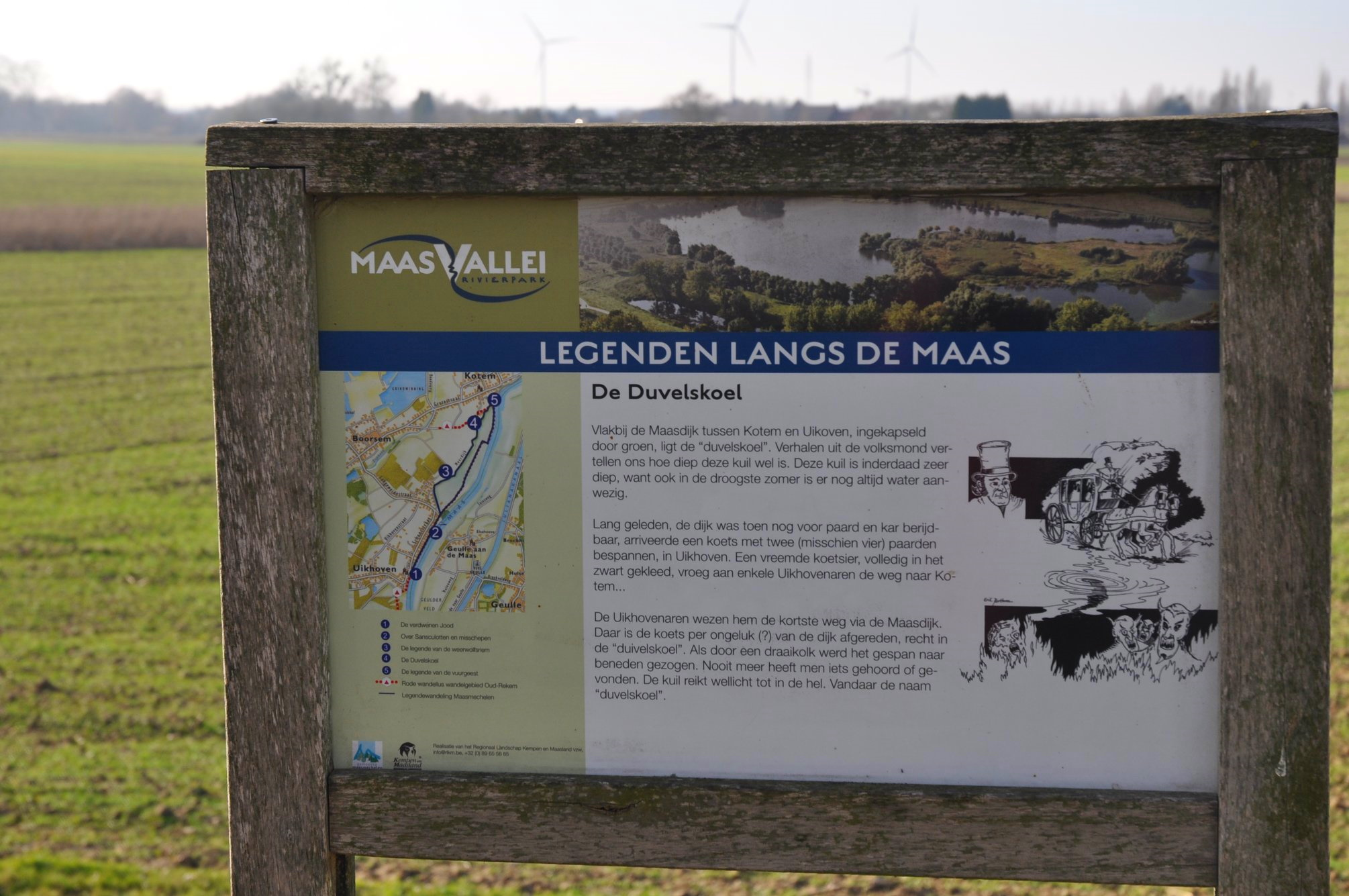
Het toeristische informatiebord bij de tweede kuil vanuit Kotem

Aan de Duvelskoel is een legende verbonden. In een ver verleden zou een paardenkoets in Uikhoven gearriveerd zijn. De volledig in het zwart geklede koetsier zou aan enkele Uikhovenaren de snelste weg naar Kotem gevraagd hebben. De Uikhovenaren wezen hem de kortste weg, via de Maasdijk. Daar zou de koets, al dan niet per ongeluk, van de dijk afgereden zijn, recht in de Duvelskoel. Als door een draaikolk werd het gespan naar beneden gezogen. Nooit meer heeft men iets gehoord of gevonden. De kuil zou tot in de hel reiken, vandaar de naam 'Duvelskoel'.
Hoewel de Duvelskoel zoals gezegd strikt genomen de derde kuil vanuit Kotem is, staat deze legende op een toeristisch informatiebord aan de tweede kuil. Deze tweede kuil staat daarom thans hoe langer hoe meer bekend als de Duvelskoel. Getuigenissen uit 1970 laten horen dat de koets inderdaad in de tweede kuil zou zijn gereden (de koel van Colla), wat zou betekenen dat de legende wel aan de juiste kuil is gekoppeld, maar aan de verkeerde naam.